# 岸野香
岸野 香（きしの かおり、1966年 - ）は、日本の日本画家。

## 来歴
1966年栃木県日光市生まれ。1985年栃木県立鹿沼高等学校卒業。1989年女子美術大学芸術学部絵画科日本画専攻卒業。1992年東京芸術大学大学院美術研究科保存修復技術日本画修了。
東京芸術大学美術学部日本画専攻助手、文星芸術大学美術学部美術学科日本画専攻助教授を経て、2008年4月より女子美術大学芸術学部美術学科日本画専攻准教授、2015年より同教授。日本美術院同人。
再興第94回（2009年）、第95回（2010年）日本美術院賞<大観賞>を受賞。

## 主な受賞歴
- 全国更生保護婦人連盟会長賞（1994年）
- 日本美術院春の院展奨励賞（1997年、1999年、2000年、2001年、2004年、2005年、2006年、2007年、2008年）
- 日本美術院院展奨励賞（1997年、1998年、1999年、2000年、2001年、2002年、2004年、2005年、2006年、2007年）
- 日本美術院春季展賞（1998年、2002年、2009年）
- 日本美術院日本美術院賞<大観賞>（2009年、2010年）
- 安田賞（1997年）
- 都美セレクション 新鋭美術家2013（2013年、東京都美術館）

## 著作
共著
- 図解 -- 日本画の伝統と継承 -- 素材・模写・修復（東京美術、2002年）